# Luizinho Vieira
Luiz Henrique Vieira (* 4. Februar 1972 in Criciúma), auch bekannt als Luizinho Vieira, ist ein ehemaliger brasilianischer Fußballspieler und -trainer.

## Karriere
Luizinho begann seine Karriere 1992 beim Zweitligisten Criciúma EC. 1992 wurde er mit dem Verein Tabellendritter und stieg in die erste Liga auf. 1995 wechselte er zu Grêmio Esportivo Brasil. Von 1997 bis 1999 war er bei Athletico Paranaense unter Vertrag. 1999 wechselte er zum japanischen Erstligisten Gamba Osaka. 2000 kehrte er nach Athletico Paranaense zurück. Danach spielte er bei Grêmio Esportivo Brasil, AA Internacional (Limeira) und Santa Cruz FC. 2002 wechselte er zum saudi-arabischen Erstligisten Ittihad FC. 2001/02 wurde er mit dem Verein Vizemeister der Saudi Professional League. Im Sommer 2002 kehrte er nach Brasilien zurück. Danach spielte er bei Marília AC und AA Ponte Preta. 2008 beendete er seine Karriere als Fußballspieler und wurde aktiv als Fußballtrainer.

## Erfolge
Amazonas
- Série C: 2023